# 阿韦尔·奇通杜
阿韦尔·奇通杜（英語：Avell Chitundu；1997年7月30日—），赞比亚女子足球运动员，司职前锋，目前效力于ZESCO United和赞比亚国家女子足球队。她曾代表赞比亚参加2020年和2024年夏季奥林匹克运动会女子足球比赛。